# Pultenaea stuartiana
Pultenaea stuartiana là một loài thực vật có hoa trong họ Đậu. Loài này được H.B.Will. miêu tả khoa học đầu tiên.